# Бруцоши у Европи
Бруцоши у Европи (енгл. EuroTrip) је америчко-европска тинејџерска комедија из 2004. године.

## Радња филма
Након што га је оставила девојка због рок звезде, Скот је депресиван, а тугу лечи тако што се дописује са извесном Немицом, коју је упознао путем интернета. Током дописивања сазнаје да је она изузетно секси девојка која га и позива у госте у Немачку. Тада заједно са тројицом пријатеља Скот креће на велико путовање преко Атлантског океана како би је упознао и наравно добро се провео.

## Улоге
| Глумац            | Улога          |
| ----------------- | -------------- |
| Скот Мекловиц     | Скот Томас     |
| Џејкоб Питс       | Купер Харис    |
| Мишел Трахтенберг | Џени           |
| Травис Вестер     | Џејми          |
| Кристин Крук      | Фијона         |
| Мет Дејмон        | Дони           |
| Џесика Берс       | Мика Шмит      |
| Раде Шербеџија    | Тибор          |
| Џефри Тамбор      | господин Томас |